# 最上のプロポーズ
『最上のプロポーズ』（さいじょうのプロポーズ）は、2013年にdビデオとBeeTVで配信された恋愛オムニバス・ドラマである。主演は向井理、斎藤工、金子ノブアキ、小出恵介、監督は青山真治が務めている。全4エピソード、各3話で構成されている。主題歌は、東方神起の「Wedding Dress」。5月20日に配信が開始、11月6日にDVDが発売、11月20日にDVDのレンタルが開始された。

## キャスト
- 森本青児 - 向井理
- 羽田あずさ - 伊藤歩
- 鴇田元 - 斎藤工
- 大場真白 - 美波
- 大場真白 (中学時代) - 平祐奈
- 小松田慧 - 金子ノブアキ
- 藤井亜湖 - 入山法子
- 戌亥友哉 - 小出恵介
- 前園遙 - 波瑠
- 小畑昭彦 - 升毅

## スタッフ
- 監督 - 青山真治
- 脚本 - 桑村さや香
- 音楽 - 山田勳生、青山真治
- 製作 - 柳崎芳夫
- プロデューサー - 内部健太郎、明石直弓
- ライン・プロデューサー - 梅本竜矢
- 企画プロデュース - 猛蒼太
- 撮影 - 今井孝博
- 照明 - 中村裕樹
- 録音 - 菊池信之
- 美術 - 五辻圭
- 装飾 - 龍田哲児
- 編集 - 田巻源太
- スタイリスト - 篠塚奈美
- ヘアメイク - 田中マリ子
- 特機 - 塩見泰久
- VFXプロデューサー - 浅野秀二
- スクリプター - 長坂由起子
- 助監督 - 吉田亮
- 制作担当 - 金子拓也
- 編成 - 松井純子
- 宣伝 - 柳原真美、山崎千晶
- サイト編集 - 中島聖乃、佐藤友子
- 制作プロダクション - ROBOT
- 製作著作 - BeeTV[8]

## エピソード・リスト
1. スノウドロップ #1「初恋は実らない」
2. スノウドロップ #2「ひとつの嘘」
3. スノウドロップ #3「ずっと待ってる」
4. アイリス #1「住む世界の違う二人」
5. アイリス #2「不器用なアプローチ!?」
6. アイリス #3「説明のつかない恋」
7. ブルーローズ #1「海の中にいる恋人」
8. ブルーローズ #2「すれ違う記憶!?」
9. ブルーローズ #3「枯れ始めた花びら」
10. ウェディングベール #1「最後の会話」
11. ウェディングベール #2「記憶の中の彼女」
12. ウェディングベール #3「もう一度プロポーズ」[9]